# ويليام ر. دان
ويليام ر. دان (بالإنجليزية: William R. Dunn)‏ هو طيار بطل أمريكي، ولد في 16 نوفمبر 1916 في منيابولس في الولايات المتحدة، وتوفي في 14 فبراير 1995 في كولورادو سبرينغس في الولايات المتحدة.